# Weisendorf

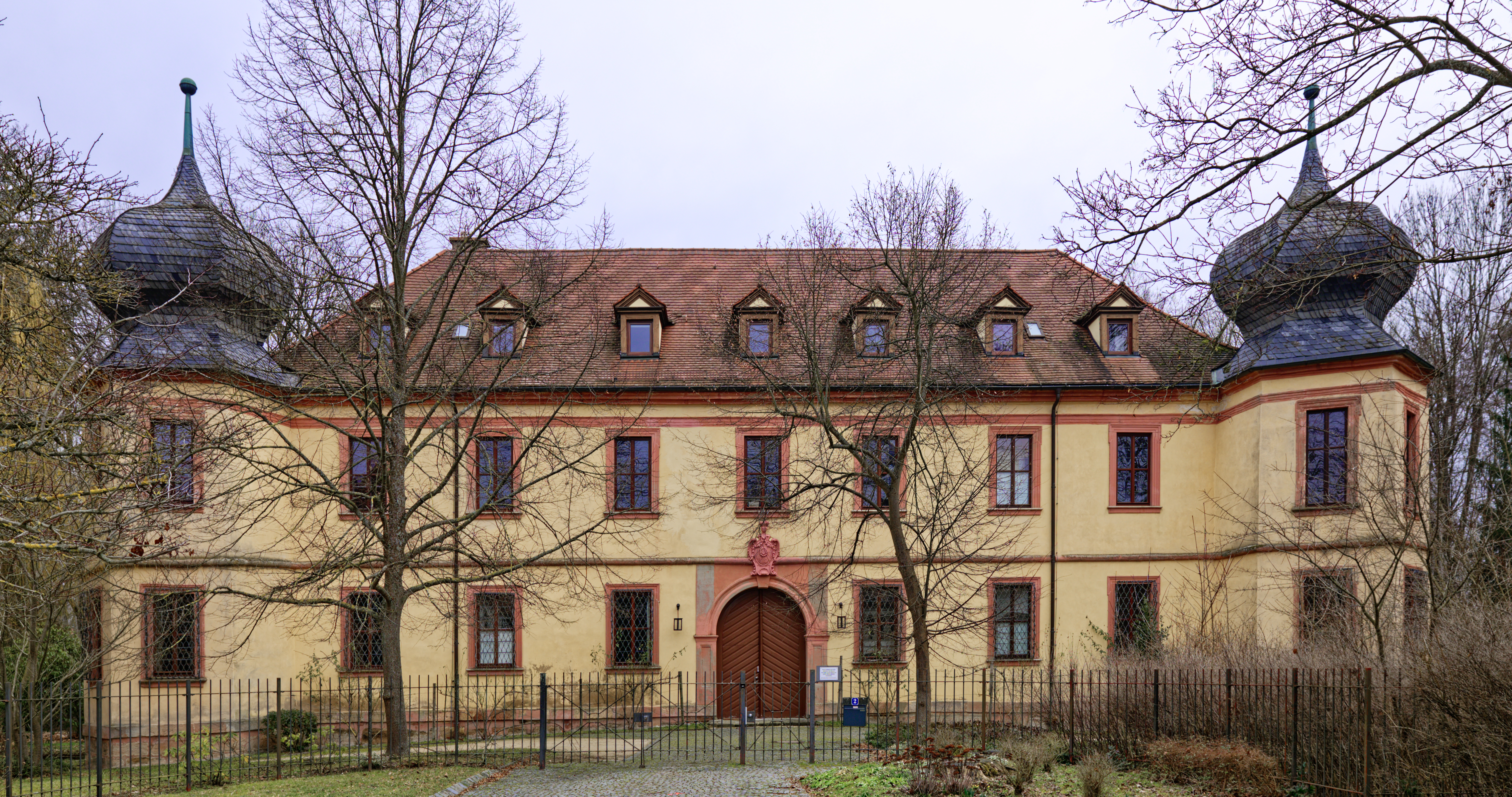
Schloss Weisendorf

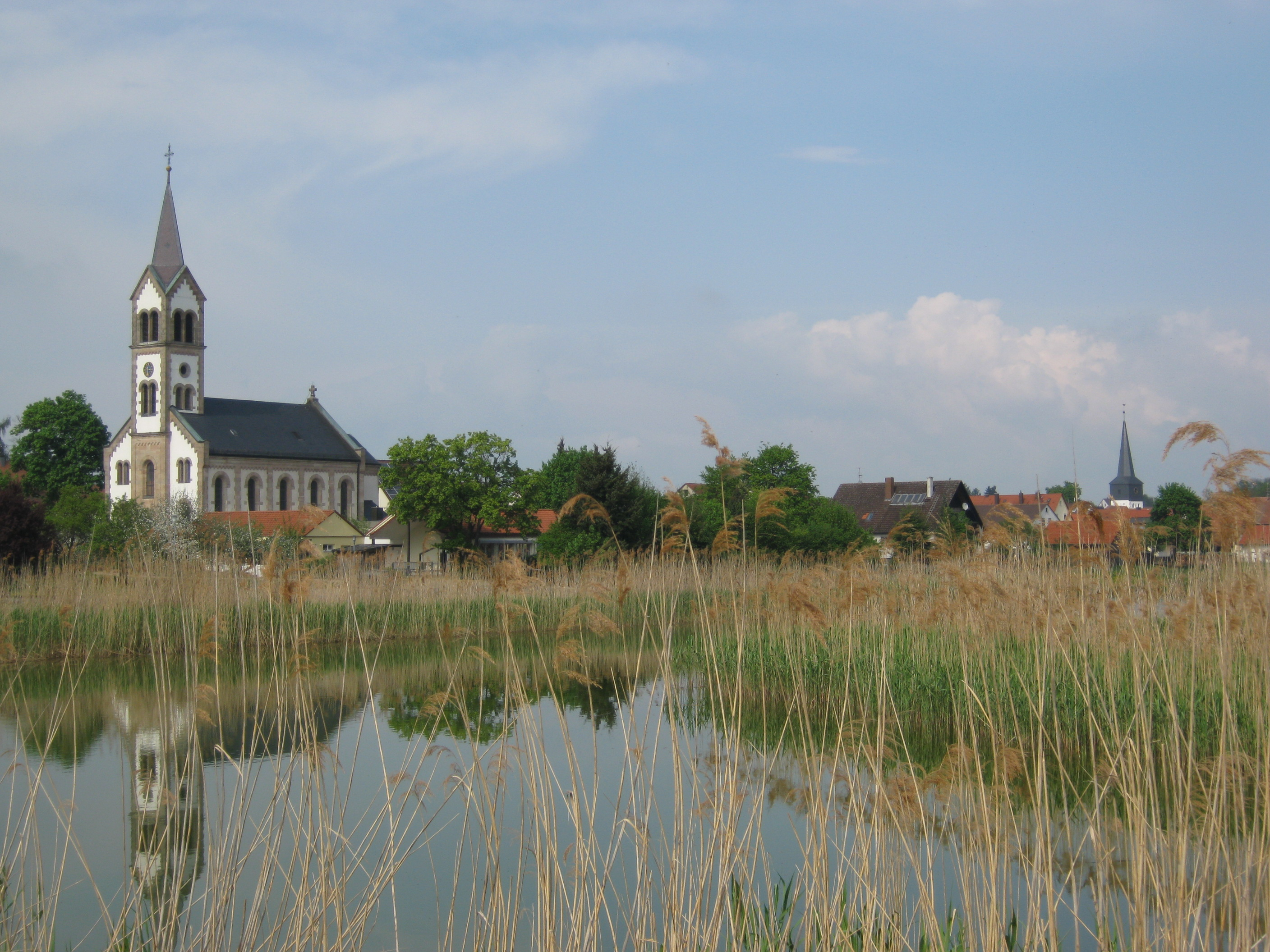
Weisendorf von Süden mit der katholischen (links) und der evangelischen Kirche (rechts)

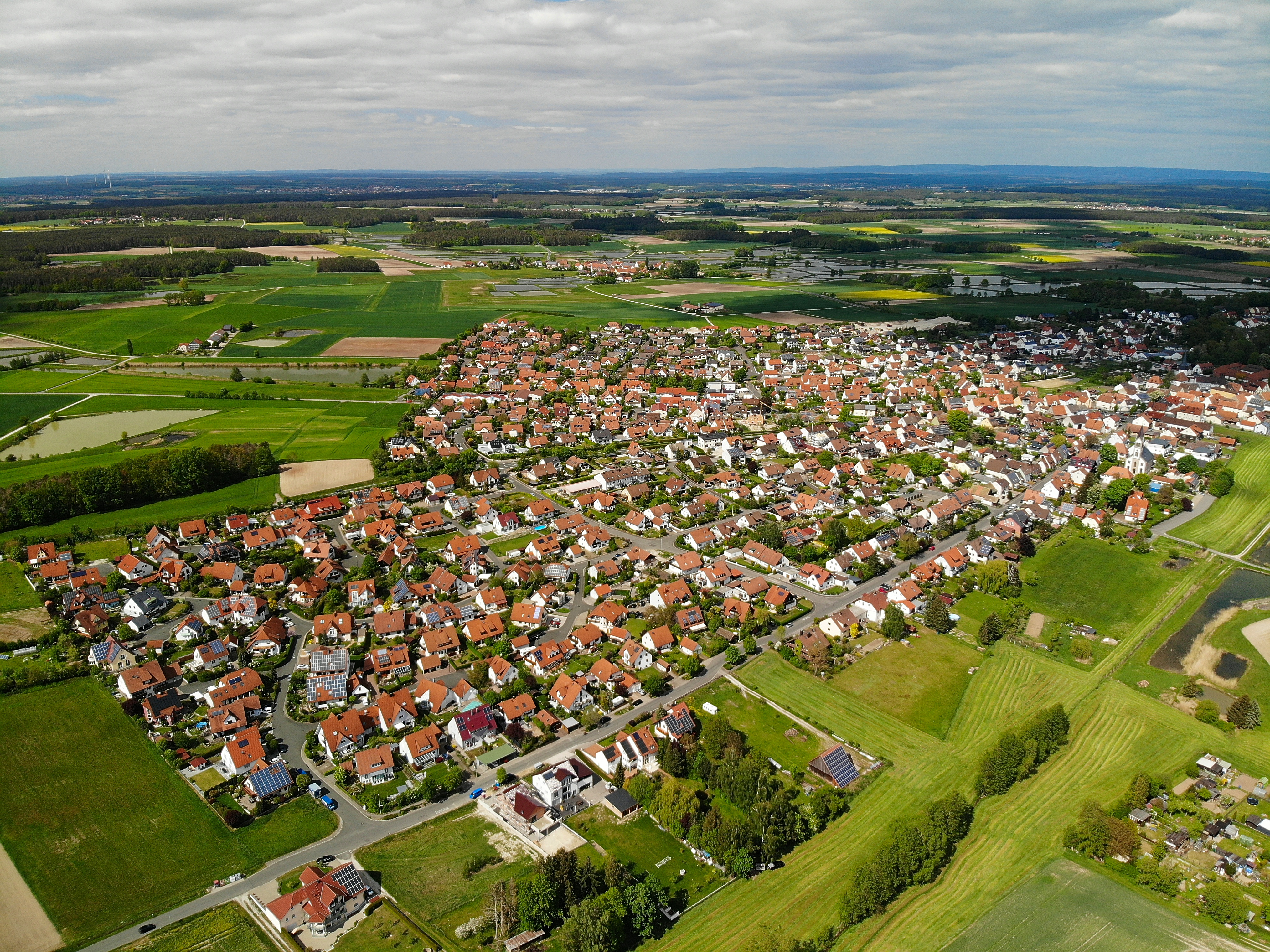
Weisendorf aus südwestlicher Blickrichtung mit der katholischen Kirche am rechten Bildschirmrand

Weisendorf ist ein Markt im Landkreis Erlangen-Höchstadt (Mittelfranken, Bayern). Er ist seit 1978 das Kleinzentrum des Seebachgrundes.

## Geografie

### Lage
Der Markt Weisendorf ist 14 km von Erlangen, 8 Kilometer von Herzogenaurach und 12 Kilometer von Höchstadt an der Aisch entfernt. Er befindet sich in der Metropolregion Nürnberg zentral zwischen Erlangen, Herzogenaurach und Höchstadt an der Aisch. Nürnberg liegt 36 km und Fürth 30 km südöstlich. Durch Weisendorf fließt die Seebach.

### Gemeindegliederung
Der Markt Weisendorf hat 14 Gemeindeteile (in Klammern ist der Siedlungstyp angegeben):
- Boxbrunn (Dorf)
- Buch (Dorf)
- Kairlindach (Pfarrdorf)
- Mitteldorf (Dorf)
- Nankendorf (Dorf)
- Neuenbürg (Dorf)
- Oberlindach (Dorf)
- Reinersdorf (Dorf)
- Reuth (Dorf)
- Rezelsdorf (Kirchdorf)
- Sauerheim (Dorf)
- Schmiedelberg (Dorf)
- Sintmann (Weiler)
- Weisendorf (Hauptort)

Es gibt die Gemarkungen Boxbrunn (nur Gemeindeteil 1), Großenseebach (nur Gemarkungsteil 1), Hammerbach (nur Gemarkungsteil 1), Kairlindach, Oberlindach, Reinersdorf, Rezelsdorf, Sauerheim, Unterreichenbach (nur Gemarkungsteil 1) und Weisendorf. Die Gemarkung Weisendorf hat eine Fläche von 5,050 km². Sie ist in 2388 Flurstücke aufgeteilt, die eine durchschnittliche Flurstücksfläche von 2114,59 m² haben. In ihr liegt neben dem namensgebenden Ort der Gemeindeteil Reuth.

### Nachbargemeinden
Nachbargemeinden sind (im Norden beginnend im Uhrzeigersinn): Höchstadt an der Aisch, Heßdorf, Großenseebach, Herzogenaurach, Aurachtal, Oberreichenbach, Gerhardshofen, Dachsbach, Uehlfeld.

## Geschichte
Der Ort wurde 1288 als „Weizzendorf“ erstmals urkundlich erwähnt. Das Bestimmungswort des Ortsnamens ist das Adjektiv wîz (mhd. für weiß). Im Dorf gab es vermutlich auffallend weiße Gebäude.
Gegen Ende des 18. Jahrhunderts gab es in Weisendorf 72 Anwesen (Schloss, Ökonomiegebäude, Amts- und Brauhaus, Jägerhaus, Gärtnerhaus, Schäferhaus, 2 Wirtshäuser, 2 Schenkstätten, 46 Häuser, 1 Mühle, Badhaus, Judenschule. In der Vorstadt 13 Häuser mit kleinen Grundstücken). Das Hochgericht übte das Rittergut Weisendorf im begrenzten Umfang aus. Es hatte ggf. an das bambergische Centamt Herzogenaurach auszuliefern. Die Dorf- und Gemeindeherrschaft hatte das Rittergut Weisendorf. Alleiniger Grundherr war das Rittergut Weisendorf. Das Rittergut hatte auch die Dorf- und Gemeindeherrschaft über Schmiedelberg inne und Grundbesitz in Schmiedelberg (5) und Sauerheim (?).
1810 kam Weisendorf an das Königreich Bayern. Im Rahmen des Gemeindeedikts wurde 1811 der Steuerdistrikt und 1813 die Ruralgemeinde Weisendorf gebildet. 1813 wurden Mitteldorf und Sintmann dem Steuerdistrikt Weisendorf zugewiesen. Die Gemeinde Weisendorf war in Verwaltung und Gerichtsbarkeit dem Landgericht Neustadt an der Aisch zugewiesen und in der Finanzverwaltung dem Rentamt Neustadt an der Aisch. In der freiwilligen Gerichtsbarkeit und der Ortspolizei unterstand der ganze Ort bis 1848 dem Patrimonialgericht Weisendorf. Am 12. Juli 1827 wurde die Gemeinde dem Landgericht Herzogenaurach überwiesen, am 1. Oktober 1847 schließlich auch dem Rentamt Herzogenaurach. Ab 1862 gehörte Weisendorf zum Bezirksamt Höchstadt an der Aisch (1939 in Landkreis Höchstadt an der Aisch umbenannt) und weiterhin zum Rentamt Herzogenaurach (1919–1929: Finanzamt Herzogenaurach, seit 1929: Finanzamt Erlangen). Die Gerichtsbarkeit blieb beim Landgericht Herzogenaurach (1879 in das Amtsgericht Herzogenaurach umgewandelt), seit 1959 ist das Amtsgericht Erlangen zuständig. Die Gemeinde hatte ursprünglich eine Gebietsfläche von 3,864 km². Mit der Eingliederung von Reuth im Jahr 1956 vergrößerte sich die Gebietsfläche auf 5,036 km².

### Eingemeindungen
Am 1. Januar 1972 wurden durch die Gebietsreform in Bayern die Gemeinden Reinersdorf und Rezelsdorf eingemeindet sowie die Gemeindeteile Nankendorf aus der Gemeinde Hammerbach und Buch aus der Gemeinde Unterreichenbach eingegliedert. Am 1. Mai 1978 kamen die Gemeinden Kairlindach und Oberlindach sowie Boxbrunn aus der aufgelösten Gemeinde Boxbrunn hinzu.

### Einwohnerentwicklung
Gemeinde Weisendorf
| Jahr      | 1961   | 1970   | 1987   | 2008   | 2009   | 2010   | 2011   | 2012   | 2013   | 2014   | 2015   | 2016   | 2017   | 2021   |
| --------- | ------ | ------ | ------ | ------ | ------ | ------ | ------ | ------ | ------ | ------ | ------ | ------ | ------ | ------ |
| Einwohner | 1316   | 1598   | 4089   | 6208   | 6233   | 6257   | 6291   | 6303   | 6354   | 6407   | 6465   | 6492   | 6493   | 6671   |
| Häuser    | 216    |        | 1063   |        |        |        |        |        |        | 1803   | 1845   | 1861   | 1869   | 1940   |
| Quelle    | [ 15 ] | [ 20 ] | [ 21 ] | [ 22 ] | [ 22 ] | [ 22 ] | [ 22 ] | [ 22 ] | [ 22 ] | [ 22 ] | [ 22 ] | [ 22 ] | [ 22 ] | [ 23 ] |

Ort Weisendorf (= Gemeinde Weisendorf bis 1956)
| Jahr      | 1818   | 1840   | 1852   | 1855   | 1861   | 1867   | 1871   | 1875   | 1880   | 1885   | 1890   | 1895   | 1900   | 1905   | 1910   | 1919   | 1925   | 1933   | 1939   |
| --------- | ------ | ------ | ------ | ------ | ------ | ------ | ------ | ------ | ------ | ------ | ------ | ------ | ------ | ------ | ------ | ------ | ------ | ------ | ------ |
| Einwohner | 751    | 662    | 666    | 623    | 574    | 546    | 616    | 617    | 663    | 643    | 624    | 616    | 592    | 567    | 603    | 638    | 687    | 770    | 753    |
| Häuser    | 94     |        |        |        |        |        | 110    |        |        | 108    | 110    |        | 111    |        |        |        | 122    |        |        |
| Quelle    | [ 24 ] | [ 25 ] | [ 25 ] | [ 25 ] | [ 26 ] | [ 27 ] | [ 28 ] | [ 29 ] | [ 30 ] | [ 31 ] | [ 32 ] | [ 25 ] | [ 33 ] | [ 25 ] | [ 34 ] | [ 25 ] | [ 35 ] | [ 25 ] | [ 25 ] |
|           |        |        |        |        |        |        |        |        |        |        |        |        |        |        |        |        |        |        |        |
| Jahr      | 1946   | 1950   | 1952   | 1961   | 1970   | 1987   | 2019   |        |        |        |        |        |        |        |        |        |        |        |        |
| Einwohner | 1212   | 1261   | 1200   | 1253   | 1545   | 2380   | 4677   |        |        |        |        |        |        |        |        |        |        |        |        |
| Häuser    |        | 150    |        | 204    |        | 602    |        |        |        |        |        |        |        |        |        |        |        |        |        |
| Quelle    | [ 25 ] | [ 14 ] | [ 25 ] | [ 15 ] | [ 20 ] | [ 21 ] | [ 36 ] |        |        |        |        |        |        |        |        |        |        |        |        |

### Konfessionsstatistik
In Weisendorf ist das Verhältnis der beiden christlichen Konfessionen fast ausgeglichen. Laut dem Zensus 2011 waren 40,1 % der Einwohner evangelisch und 38,9 % römisch-katholisch. 21,0 % waren konfessionslos, gehörten einer anderen Religionsgemeinschaft an oder machten keine Angabe. Die Zahl der Protestanten und Katholiken ist seitdem gesunken. Im Jahr 2017 waren von den Einwohnern 36,7 % (2503) Protestanten und 35,5 % (2419) Katholiken. 27,9 % (1901) hatten entweder eine andere oder keine Konfessions- oder Religionszugehörigkeit.

## Politik

### Hauptamtliche Erste Bürgermeister
- Von 2002 bis 2008 Armin Stürmer (BWG-FW)
- Von 2008 bis 2014 Alexander Tritthart (CSU)
- Von 2014 bis 2020 Heinrich Süß (UWG) †
- seit 2021 Karl-Heinz Hertlein (CSU)

### Marktgemeinderat
Der Marktgemeinderat hat 20 Mitglieder zuzüglich des Ersten Bürgermeisters:
|      | CSU | SPD | Grüne | Bürgerliche Wählergemeinschaft | Freie Wähler | UWG Buch-Nankendorf | Gesamt   |
| 2020 | 7   | 1   | 3     | 1                              | 3            | 5                   | 20 Sitze |
| 2014 | 7   | 2   | 2     | 3                              | 3            | 3                   | 20 Sitze |

(Stand: Kommunalwahl am 15. März 2020)

### Wappen und Flagge
Wappen
| Wappen der Marktgemeinde Weisendorf | Blasonierung: „Gespalten von Gold und Blau; vorne ein linksgewendeter, mit einer silbernen Schräglinksleiste überdeckter, rot bewehrter schwarzer Löwe; hinten aus grünem Dreiberg wachsend eine grüne Staude mit drei goldenen Ringelblumen.“ |
| Wappen der Marktgemeinde Weisendorf | Wappenbegründung: Der mit einem Schrägbalken belegte Löwe ist das Wappentier des Hochstifts Bamberg und weist auf die bambergische Lehenherrschaft, die seit 1365 belegt ist. Die Ringelblume ist typisch für Weisendorf, seit vielen Generationen wird sie im Gemeindegebiet angebaut und steht deshalb im Gemeindewappen. Weisendorf führt seit 1949 ein Wappen |

Flagge
Die Gemeindeflagge ist schwarz-gelb-grün.

## Baudenkmäler

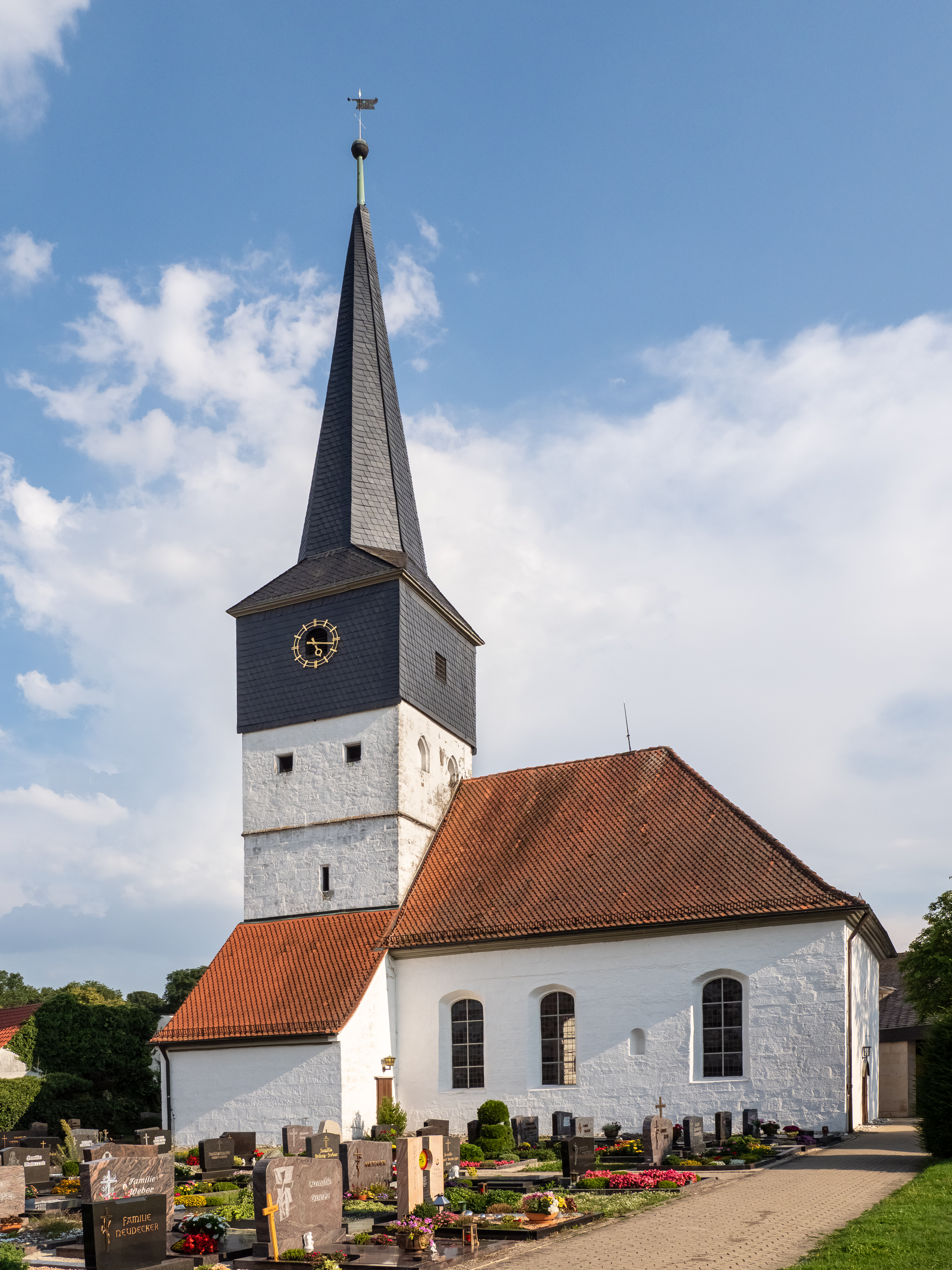
Die evangelisch-lutherische Pfarrkirche
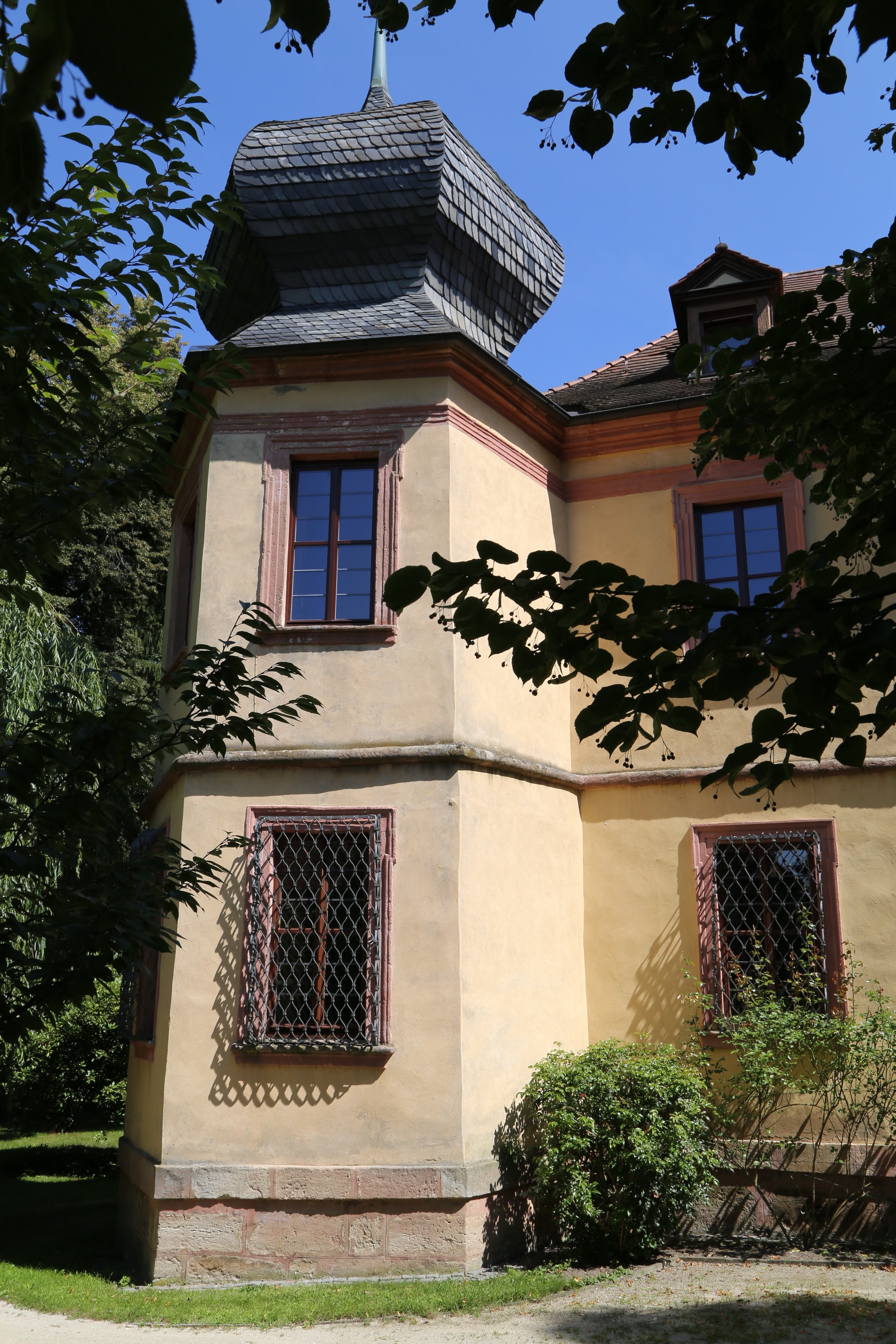
Ein Eckturm des Schlosses Weisendorf
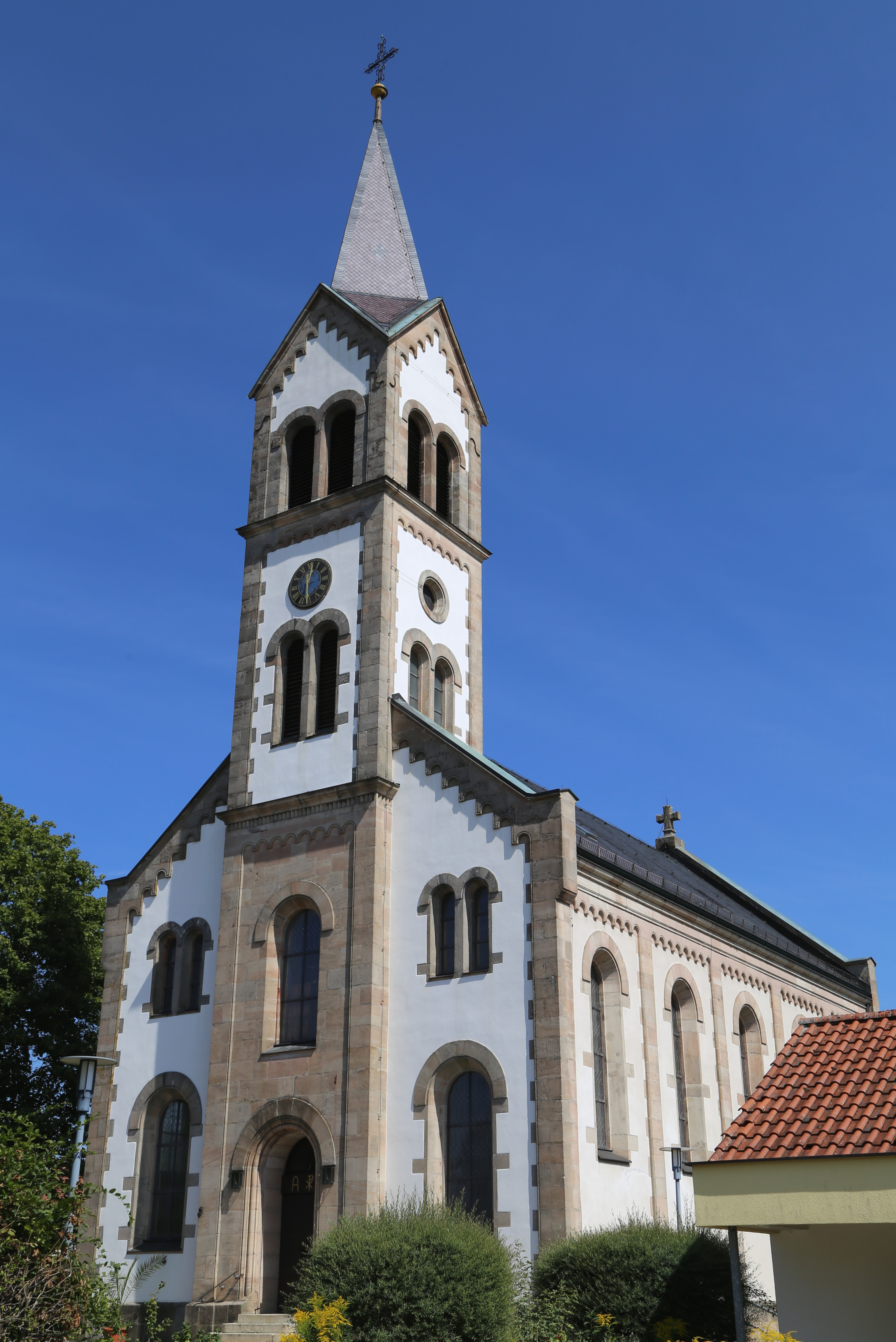
Die katholische Pfarrkirche St. Josef
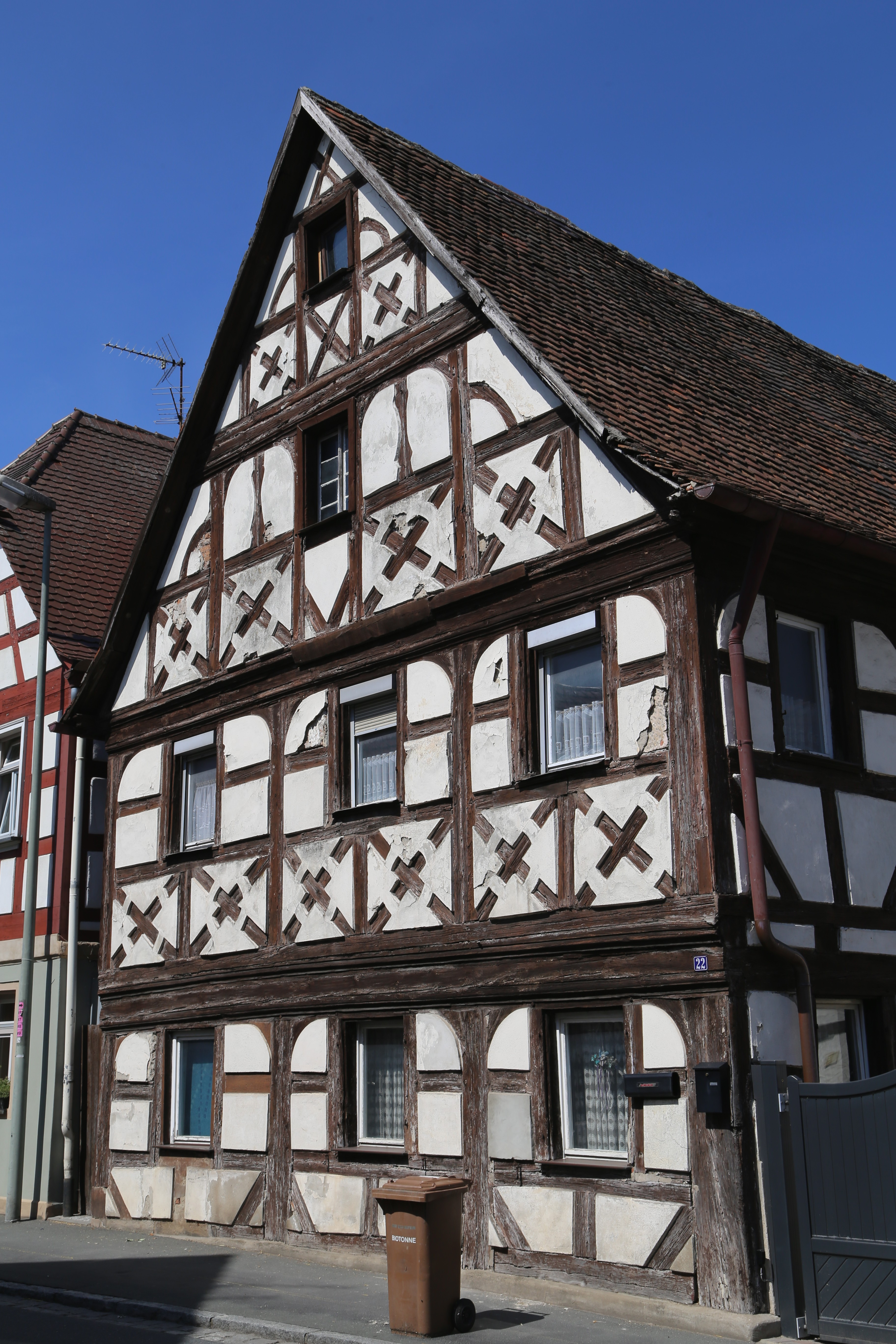
Ein Satteldachbau in der Hauptstraße

## Verkehr
Weisendorf liegt ca. sechs Kilometer von der Bundesautobahn 3 Würzburg–Nürnberg (Autobahnanschlussstelle Erlangen-West) entfernt. Durch den Ort verläuft die Staatsstraße 2259 nach Rezelsdorf (3,9 km westlich) bzw. an Reinersdorf vorbei nach Großenseebach (3,7 km östlich). Die Staatsstraße 2263 verläuft nach Oberlindach (1,3 km nördlich) bzw. über Nankendorf nach Hammerbach (3,7 km südöstlich). Gemeindeverbindungsstraßen verlaufen nach Sauerheim (1,5 km westlich), nach Mitteldorf (1,2 km südwestlich) und nach Reuth (1,8 km südöstlich).
Durch den Ort verlaufen der Fernwanderweg Rangau-Ostweg und die Magnificat-Route des Fränkischen Marienwegs.

## Messstationen

### Radioaktivitätsmessnetz
In Weisendorf befindet sich eine von rund 1800 Messstellen des Radioaktivitätsmessnetzes des Bundesamts für Strahlenschutz (BfS). Die Messstation misst die Gamma-Ortsdosisleistung (ODL) am Messort und sendet die Daten an die Zentrale des Messnetzes. Die über 24 Stunden gemittelten Daten können im Internet abgerufen werden.

### Grundwassermessstelle
Auf dem Gemeindegebiet des Marktes Weisendorf befindet sich zudem eine Grundwassermessstelle des Bayerischen Landesamts für Umwelt, die durch das Wasserwirtschaftsamt Nürnberg betrieben wird. Die Messwerte sind auf der Website des Niedrigwasser-Informationsdienstes Bayern tagesaktuell einsehbar.

## Gesellschaftliches
In Weisendorf gibt es über 60 Vereine in den Bereichen Sport, Natur, Kultur und Freizeit.
Durch Erschließung neuer Baugebiete, die sehr gute Infrastruktur sowie hervorragende Lebensqualität steigt die Zahl der Einwohner stetig an. Der Markt ist ein bevorzugtes Wohngebiet für Familien und Pendler in der Metropolregion Nürnberg.

## Söhne und Töchter der Gemeinde
- Ernst von Gagern (1878–1954), deutscher Admiral der Kriegsmarine, geboren und gestorben in Neuenbürg
- Karl Theodor zu Guttenberg (1921–1972), CSU-Bundestagsabgeordneter, 1967–1969 Parlamentarischer Staatssekretär, Großvater des ehemaligen Bundesverteidigungsministers mit gleichem Namen
- Sabine Stockhorst (* 1986), deutsche Handballspielerin